# Ett barn är födt i Bethlehem
Ett barn är födt i Bethlehem, översatt från latin till flera språk. Den tyska titeln är Ein Kind geborn zu Bethlehem. Det är en medeltida trettondagspsalm med tio verser, vilket är lika många som antalet verser i den latinska ursprungstexten (Puer natus in Bethlehem). En översättning till svenska är gjord av Laurentius Paulinus Gothus och finns med i 1695 års psalmbok.
I 1697 års koralbok och 1921 års koralbok med 1819 års psalmer anges att melodin är ursprungligen en medeltida julvisa, känd i Sverige sedan 1582, som också användes för psalmen En stjärna gick på himlen fram (1695 nr 146, 1819 nr 67).

## Publicerad i
- 1572 års psalmbok med titeln PUer natus in Bethlehem eller IIt Barn är födt i Bethlehem under rubriken "Någhra Hymner och andra Loffsonger om Christi födelse".[1]

- Göteborgspsalmboken under rubriken "Om Christi Födelse".[2]
- 1695 års psalmbok som nr 145 under rubriken "Trettonde Dags Psalmer"
- nr 17 i Luthersk psalmbok